# Xavier Ortega Aramburu
Xavier Ortega Aramburu (Pamplona, 8 de maig de 1939 - Barcelona, 8 de març de 2025) fou un físic i enginyer nuclear català d’origen navarrès, catedràtic emèrit de la Universitat Politècnica de Catalunya (UPC) i un dels principals referents en el camp de l'energia nuclear a Catalunya. Es va llicenciar en ciències físiques a la Universitat de Barcelona i es va doctorar en enginyeria nuclear a l'Institut Politècnic de Grenoble i en enginyeria industrial a la UPC. Va dirigir l'Institut de Tècniques Energètiques de la UPC durant més de 25 anys i va ser Síndic de Greuges de la UPC (2008-2017).
Va investigar sobre radiacions ionitzants, reactors nuclears i transferència tecnològica, dirigint diversos laboratoris i projectes. Va participar en la creació del programa de doctorat en energia nuclear i del màster en enginyeria de l'energia de la UPC i la Universitat de Barcelona. L'any 2018 va ser reconegut per la seva trajectòria en la Diada de l'Enginyer, organitzada per l'Associació d'Enginyers de Catalunya.